# Spodophagus
Spodophagus is een geslacht van vliesvleugeligen uit de familie Pteromalidae. De wetenschappelijke naam van dit geslacht is voor het eerst geldig gepubliceerd in 1994 door Delvare & Rasplus.

## Soorten
Het geslacht Spodophagus is monotypisch en omvat slechts de volgende soort:
- Spodophagus lepidopterae (Risbec, 1952)